# Satoshi Kajino
Satoshi Kajino (jap. 梶野 智 Kajino Satoshi; ur. 9 listopada 1965) – japoński piłkarz występujący na pozycji obrońcy.

## Kariera klubowa
Od 1988 do 1999 roku występował w klubach Cerezo Osaka i Consadole Sapporo.